# Franz Friedrich von Kinski und Tettau
Franz Friedrich Freiherr von Kinski und Tettau (* 12. Oktober 1789 auf Haus Tervoort; † 23. Oktober 1845 in Neuwied) war ein preußischer Generalleutnant und Kommandant der Festung Jülich.

## Leben

### Herkunft
Er entstammt der holländischen Linie der Familie Kinsky. Seine Eltern waren Reinhard Otto von Kinski und Tettau (* 18. August 1729; † vor 1793) und dessen Ehefrau Elisabeth Agnese, geborene von Pelden genannt von Cloudt (1747–1828), eine Tochter des holländischen Hauptmanns Wilhelm Freiherr von Pelden genannt Cloudt († 1758). Sein Vater war Oberstleutnant a. D., zuletzt im Infanterieregiment „Jung-Woldeck“. Seine Mutter heiratete 1793 als Witwe den Generalmajor Johann Friedrich Wilhelm von Schoeler (1731–1817).

### Militärkarriere
Kinski und Tettau kam am 28. September 1794 als Kadett nach Berlin. Am 4. Juli 1795 wurde er als Unteroffizier im Infanterieregiment „von Kunitzky“ der Preußischen Armee angestellt und avancierte dort bis Ende September 1800 zum Sekondeleutnant. Vom 23. November 1802 bis zum 24. August 1806 war er im neuerrichteten Infanterieregiment „von Chlebowsky“ tätig und kam anschließend als Stabskapitän in das Kadettenkorps. Während des Vierten Koalitionskrieges wurde er am 13. Dezember 1806 Kompaniechef des 3. Westpreußischen Reserve-Bataillons.
Nach dem Frieden von Tilsit wurde Kinski und Tettau am 2. August 1807 in das Kadettenkorps zurückversetzt. Am 29. August 1807 erhielt er vier Monate Urlaub, um nach Russland zu gehen. Am 7. April 1810 wurde er dann Kapitän, am 1. Mai 1811 Kompaniechef und am 19. April 1812 Major. Kinski und Tettau war ab dem 27. März 1813 Adjutant des Generals der Kavallerie von L’Estocq, der als Gouverneur des Gebiets zwischen Elbe und Oder fungierte. Am 6. August 1813 wurde er Generalstabsoffizier zum Generalleutnant von Wobeser. Am 23. November 1813 wurde er zunächst in den Generalstab einrangiert, bevor er am 29. Dezember 1813 als Generalstabsoffizier zum Generalleutnant von Hünerbein kam. Während der Befreiungskriege kämpfte er in den Gefechten bei Luckau, Dahme, Avesnes und Compiegne sowie bei den Belagerungen von Torgau und Magdeburg, der Blockade von Mainz und später bei den Schlachten bei Ligny und Belle Alliance. Dabei erwarb er für Luckau das Eiserne Kreuz II. Klasse und den Orden des Heiligen Wladimir IV. Klasse sowie für Ligny das Eiserne Kreuz I. Klasse. 1814 folgte seine Versetzung als Generalstabsoffizier zur 3. Brigade des I. Armeekorps. Nach dem Rückkehr Napoleons wurde er am 30. März 1815 Generalstabsoffizier beim damaligen Generalmajor von Jagow.
Am 2. Oktober 1817 erhielt er seine Beförderung zum Oberstleutnant und kam als Generalstabsoffizier zum Chef der Truppenbrigade in Stettin, dem Generalleutnant von Krafft. Am 6. Juli 1816 wurde er auch Vorsitzender der Kommission zur Prüfung der Portepeefähnriche der Stettiner Brigade. Am 6. März 1817 wurde er dem 2. Garde-Regiment zu Fuß aggregiert, bevor man ihn am 27. April 1817 zum Direktor der Berliner und Potsdamer Brigadeschule ernannt. Am 9. Juni 1817 kam er dann als Kommandeur in das 31. Infanterie-Regiment. Dort wurde er am 3. Oktober 1818 Oberst und am 4. September 1825 mit dem Roten Adlerorden III. Klasse ausgezeichnet. Am 10. März 1827 wurde zum Kommandeur der 16. Infanterie-Brigade ernannt und am 16. April 1827 dem 31. Infanterie-Regiment aggregiert. Dazu erhielt er die Genehmigung, die Uniform des Regiments zu tragen. Am 30. März 1828 wurde er zum Generalmajor befördert. Am 30. März 1833 wurde er als Kommandeur zur 10. Landwehr-Brigade versetzt und bereits am 30. März 1835 kam er als Kommandant in die Festung Jülich. Am 17. Oktober 1836 erhielt er die Schleife zum Roten Adlerorden III. Klasse und am 18. Januar 1839 den Roten Adlerorden II. Klasse mit Eichenlaub und dazu bekam er am 30. März 1839 den Charakter als Generalleutnant. Kinski und Tettau erhielt am 11. Juni 1839 mit Wirkung vom 30. März 1839 das Patent zu seinem Dienstgrad. Am 21. Januar 1844 wurde er mit dem Stern zum Roten Adlerorden II. Klasse mit Eichenlaub ausgezeichnet, bevor er am 16. März 1844 mit einer Pension von 2250 Talern in den Ruhestand ging. Am 23. September 1844 wurde ihm dann noch der Rote Adlerorden I. Klasse mit Eichenlaub verliehen. Er starb am 23. Oktober 1845 in Neuwied am Rhein und wurde dort am 26. Oktober 1845 beigesetzt.

### Familie
Er heiratete am 30. April 1805 in Warschau Wilhelmine Leopoldine von Beyer († 1806), Stieftochter des Generals von Chlebowski. Nach ihrem frühen Tod heiratete er am 3. Februar 1808 in Poczingnoy (Gouvernement Kursk, Russland) Konstantina Klara Johanna von Brixen und Montzel (1786–1864). Das Paar hatte folgende Kinder:
- Thekla Elise Johanna Luise Charlotte (1809–1845) ⚭ 24. Juli 1834 August Heinrich Theodor Klor (1790–1855), Rittmeister
- Franz Hermann August Friedrich Karl (* 1811)
- Malwine Agnes Ernestine Eleonore (1813–1875) ⚭ 1831 Richard von Meyerinck (1802–1885)
- Tusnelda Louise Caroline Robertine (1815–1890) ⚭ 1842 Carl August Heinrich Friedrich von Schoeler (1801–1857), Sohn von Friedrich von Schoeler
- Adolf Franz Konstantin Karl (* 1817)
- Adolfine Auguste Albertine Konstanze Wilhelmine (1819–1822)
- Auguste Josephine Franziska Georgine (* 1824) ⚭ N.N. Brun, Pastor in Linz
- Karl Robert Franz Friedrich (1827–1830)